# Clavipalpus hirticollis
Clavipalpus hirticollis är en skalbaggsart som beskrevs av Frey 1969. Clavipalpus hirticollis ingår i släktet Clavipalpus och familjen Melolonthidae. Inga underarter finns listade i Catalogue of Life.